# Santa Catarina Quioquitani
Santa Catarina Quioquitani (Ktañ en lengua zapoteca), es la localidad ubicada en el municipio del mismo nombre en el estado mexicano de Oaxaca. Es la cabecera del Municipio de Santa Catarina Quioquitani.

## Significado y Toponimia
El nombre "Santa Catarina Quioquitani" se forma con el título de la imagen de Santa Catarina Mártir, patrona del lugar (imagen principal), adquirida en la ciudad de Oaxaca en 1894 y el zapotequismo quioquitani, un préstamo lingüístico conformada por las expresiones kyo, piedra; kiy, cerro y tañ, campo, y cuya composición se traduciría como: el lugar en donde está incrustada una piedra en el campo, o también puede entenderse como piedra en la loma..
Aunque tradicionalmente se ha creído que el término quioquitani se traduce como piedra, lumbre y campo donde las partículas que constituyen la palabra significarían respectivamente kyo, piedra; ki, lumbre y tañ, campo.
Los habitantes de la población y la región generalmente se refieren a esta localidad solamente como Quioquitani en español y Nktañ en zapoteco.
[[Archivo:Piedra_representativa_de_Quioquitani.JPG]]
Esta roca está incrustada en la entrada sur a Santa Catarina Quioquitani, es el que posiblemente le da el nombre al municipio.

## Características Geográficas
El municipio de Santa Catarina Quioquitani se localiza en la región de la Sierra Sur por lo que su área geográfica es esencialmente montañosa con algunos valles pequeños. Hace frío casi todo el año con un clima semiseco. La vegetación predominante se conforma por coníferas.
La superficie del municipio, limita en la parte norte con Santa Catalina Quieri, en la parte sur con San Pedro Mixtepec, en la parte poniente con los municipios de San Cristóbal Amatlán y San Juan Mixtepec y en la zona oriente con San Carlos Yautepec, que es su cabecera distrital. Se ubica entre las coordenadas 16º 19’ latitud norte y 96° 17’ longitud oeste a 2100 m s. n. m. Tiene una extensión de 45.9 kilómetros cuadrados.
Santa Catarina Quioquitani se rodea por dos ríos que en algunas partes funcionan como límites entre su territorio y las superficies de municipios vecinos. Uno de esos ríos se origina en el costado sureste del municipio y lo rodea por el lado meridional y el poniente uniéndose al otro cuenco que desciende desde el noreste, en las montañas pasando por el extremo septentrional hasta su afluencia en el noroeste.

## Historia
No existen datos concretos sobre la fundación de la localidad de Quioquitani. Se sabe que el asentamiento se originó cuando cazadores procedentes de alguna zona cercana de la región se establecieron a unos kilómetros de donde se ubica actualmente la localidad.

## Población
Los resultados del Censo de Población y Vivienda 2010 del INEGI indican que Quioquitani cuenta con 505 habitantes de los cuales, 245 son hombres y 260, mujeres.

## Lengua
Los habitantes de Quioquitani forman parte de la etnia zapoteca, hablan español y una variante del zapoteco de la Sierra Sur (ztq) conocida como tiits së. En este dialecto denominan a los zapotecos meñ së y a sus antepasados ngwlâs.